# Postřihování textilií

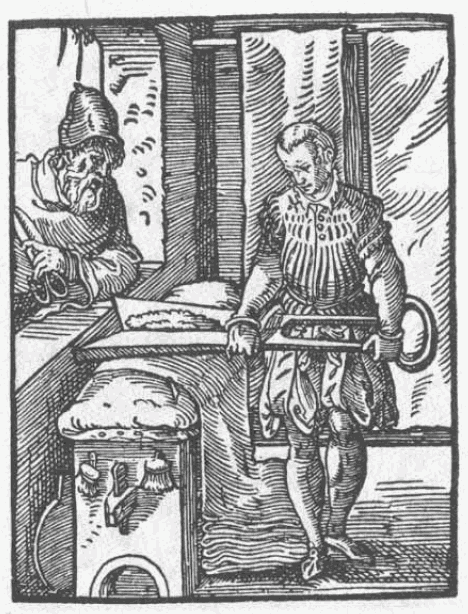
Ruční postřihování sukna v 16. století

Postřihování je zušlechťovací proces sloužící k odstraňování odstávajících vláken u tkanin nebo k zarovnávání délky vlasu u vlasových textilií.

## Postřihovací stroje
Z historie :
Mechanizací postřihování se zabýval už Leonardo da Vinci. První mechanické zařízení pak údajně zkonstruoval Angličan Everett v roce 1758, doložený je patent na postřihovací zařízení, který obdržel jeho krajan Harmar v roce 1787. (Na snímku vpravo dole je postřihovací stroj z roku 1907).

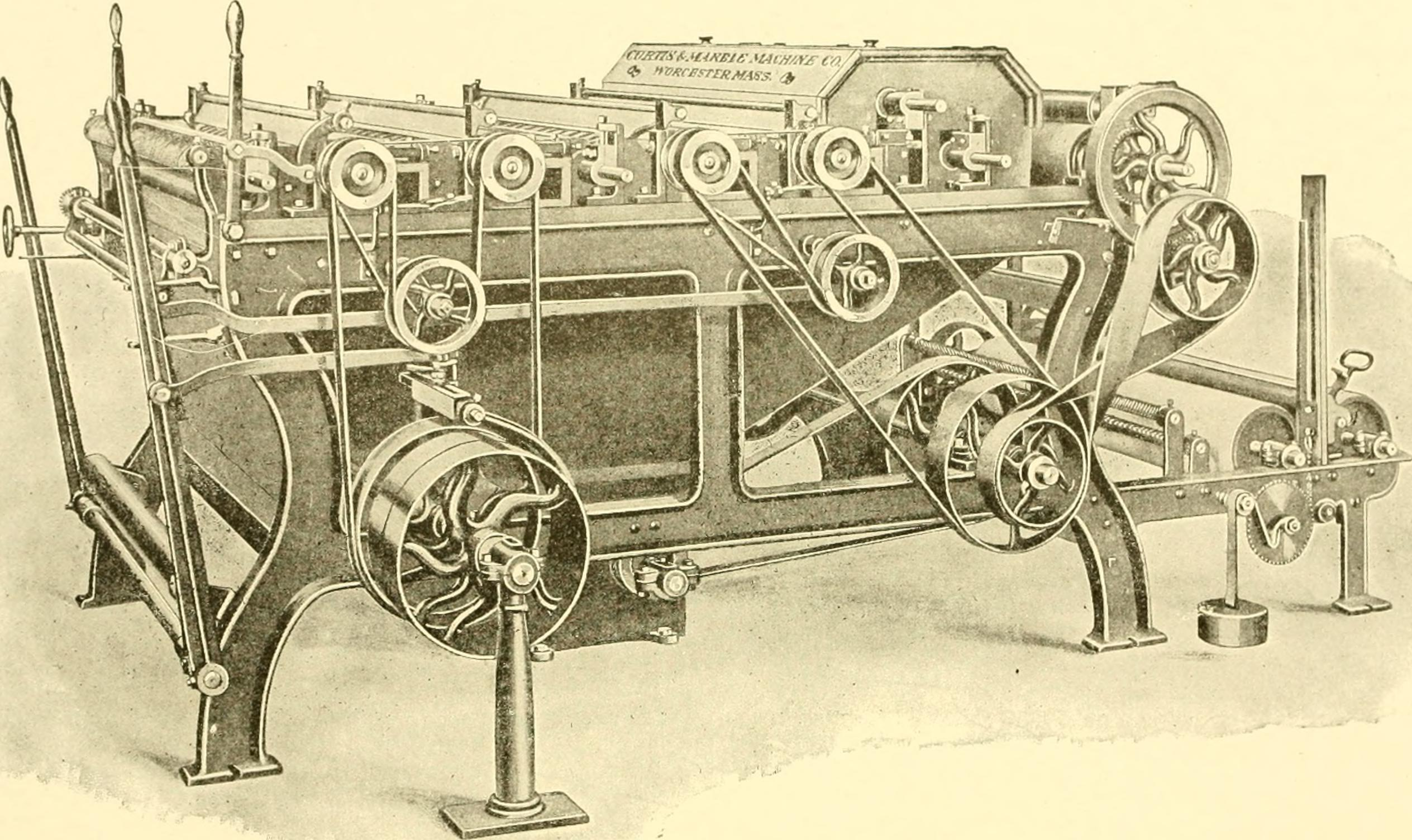
Postřihovací stroj z roku 1907

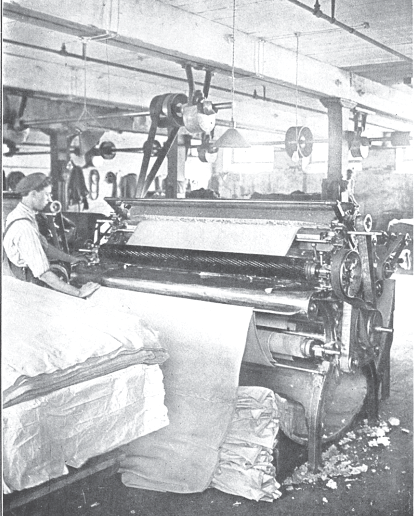
Postřihovací stroj z 20. let 20. století

Princip postřihování: Nožový válec se otáčí až 2000× za minutu a nahazuje vlas textilie vedené přes stůl proti pevnému noži.
Do nožového válce je zapuštěno ve tvaru šroubovice 10–40 nožů, které stříhají např. 600 × 40 = 24 000krát za minutu. V té době prochází strojem 5–20 metrů zboží.
Nože se vyrábí v několika různých tvarech (úhlový, zahnutý, žlábkový atd.), spodní nůž má tvar plochého pravítka s tloušťkou 2–3 mm, stůl může být se špičatou hranou nebo dutý.
Stroje jsou konstruovány speciálně pro určitý druh úpravy textilií. Postřihování se zpravidla musí několikrát opakovat, stroje se proto obvykle staví s několika postřihovacími zařízeními za sebou. Ve specializovaných zušlechťovnách se často zařazují počesávací a postřihovací stroje do jedné kontinuální linky.
Dříve se používaly také stroje s noži uloženými ve směru procházejícího zboží. Tento způsob postřihování se zřejmě neosvědčil, protože byl málo produktivní.
Ze sériově vyráběných jsou známé zejména stroje:
- na odstraňování odstávajících vláken[4]

Textilie se zde stříhají „dohola“ před zpracováním v zušlechťovně
- na postřihování vlasových textilií[5]

Výroba vlasových textilií je vysoce specializovaný obor. Přesná práce strojů a obsluhujícího personálu je u postřihování obzvlášť důležitá.
- na postřihování koberců[6]

Tyto stroje jsou až 6 metrů široké. Některé se dají použít např. na vytváření vzorů na plyšových kobercích s dlouhým vlasem.

## Postřihované zboží
K nejznámějším patří: samet, manšestr, prací kord, tkaný a pletený plyš
Počesávané, mnohem levnější imitáty, jako velveton, dyftýn nebo opičí kůže se někdy zaměňují s postřihovanými textiliemi.